# Нахман, Фриц
Фриц Нахман (нем. Fritz Nachmann; 16 августа 1929, Кройт, Германия) — немецкий саночник, выступавший за сборную ФРГ в 1950-е — 1960-е годы, трёхкратный чемпион мира. Принимал участие в двух зимних Олимпийских играх и выиграл бронзовую медаль соревнований 1968 года в Гренобле — в программе мужских парных заездов. Четырьмя годами ранее выступал на играх в Инсбруке, но во время первого же заезда допустил серьёзную ошибку и не финишировал.
Фриц Нахман, кроме того, является обладателем пяти медалей чемпионатов мира, в его послужном списке три золотые награды (двойки: 1957, 1958; одиночки 1963), одна серебряная (двойки: 1962) и одна бронзовая (1955). Один раз атлет становился призёром чемпионата Европы, заняв второе место на состязаниях 1967 года в Кёнигсзее среди мужских одиночек. На протяжении долгой карьеры профессионального спортсмена Нахман выступал в паре с такими саночниками как Вольфганг Винклер, Йозеф Штриллингер и Макс Лео.